# Прощай, оружие! (фильм, 1957)
«Прощай, оружие!» (англ. A Farewell to Arms) — фильм американского режиссёра Чарльза Видора, снятый в 1957 году на киностудии 20th Century Fox по одноимённому роману Эрнеста Хемингуэя. Это был последний фильм, спродюсированный Дэвидом О. Селзником.
Актёр Витторио Де Сика был номинирован на премию Оскар за роль второго плана.

## Сюжет
Американец Фредерик Генри (Рок Хадсон), не сумевший стать военным корреспондентом, в годы Первой мировой войны вступает в итальянскую армию лейтенантом санитарного батальона. Его старший товарищ, военный хирург, майор Ринальди (Витторио Де Сика) знакомит его с медсестрой, англичанкой Кэтрин Баркли (Дженнифер Джонс). Между молодыми людьми быстро возникают романтические отношения. При наступательной операции Фредерик получает многочисленные осколочные раны ног. Он попадает в госпиталь, где служит Кэтрин. Их чувства перерастают во взаимную страстную любовь. После выздоровления Фредерик возвращается в действующую армию, где ситуация складывается не в пользу итальянской стороны: её части поспешно отступают. Военные медики получают приказ оставить госпиталь, бросив раненых. Они подчиняются приказу, но в отступающей колонне, майор Ринальди достаточно громко и жёстко критикует действия командования. Его и лейтенанта Генри задерживают карабинеры. Военно-полевой суд обвиняет майора в паникёрстве и приговаривает его к расстрелу. Приговор немедленно приводится в исполнение. Не дожидаясь подобной участи, Фредерик совершает побег. Он разыскивает Кэтрин, и они скрываются в Швейцарии. Молодые люди проводят несколько счастливых месяцев, они ждут ребёнка. Но судьба настигает их: младенец рождается мёртвым, сама Кэтрин через несколько часов умирает на руках Фредерика.

## В ролях
- Рок Хадсон — Фредерик Генри
- Дженнифер Джонс — Кэтрин Баркли
- Витторио Де Сика — Ринальди
- Альберто Сорди — священник
- Элейн Стритч — Эллен Фергюсон
- Оскар Хомолка — доктор Эммерих
- Курт Казнар — Бонелло
- Ева Коттхауз  — медсестра родильного отделения

## Критика
В 1958 году газета «The New York Times» опубликовала чрезвычайно негативную рецензию на фильм: «… картина господина Селзника является нудным повествованием о любви между двумя людьми, которые с непонятной настойчивостью сохраняют свои отношения неофициальными. Они проводят долгие романтические часы в больнице, где герой оправляется от ран, а потом — долгие часы играют в снежки на модном зимнем швейцарском курорте, где героиня ожидает рождения ребёнка. На протяжении всего фильма отсутствует зловещее ощущение надвигающейся гибели, так что когда происходит внезапная трагедия, это выглядит более ошибкой в акушерстве, чем неизбежной злой иронией жизни этих людей».
Не более лояльны к картине современные критики. Так, американский киновед Эмануил Леви в своём обозрении пишет: «Результатом (съёмок) стала сентиментальная, чрезвычайно раздутая и затянутая постановка, где Хадсон слишком чопорен, а Джонс слишком стара для роли». Несоответствие почти сорокалетней актрисы Дженнифер Джонс (жены продюсера Дэвида Селзника) образу юной Кэтрин Баркли неоднократно отмечалось и другими критиками. Ещё более жёсткий итог подводит еженедельник «Time Out»: «Рыхлый сценарий Бена Хекта и неизменная склонность Селзника к излишествам в равной степени виновны в неудаче».
На интернет-агрегаторе Rotten Tomatoes рейтинг картины составляет разгромные 0%, основанные на 10 рецензиях критиков.

## Дополнительная информация
- Постановку картины должен был осуществлять режиссёр Джон Хьюстон, но он был отстранён продюсером Дэвидом Селзником из-за несогласия со сценарием Бена Хекта. На главную роль Хьюстон планировал пригласить Грегори Пека, который ранее с успехом уже сыграл в другой экранизации романа Эрнеста Хемингуэя, но тот также был отвергнут продюсером[2].
- Для участия в съёмках этой картины Рок Хадсон отказался от ведущих ролей в фильмах «Сайонара» и «Бен-Гур», а позже назвал этот шаг самой большой ошибкой в своей жизни.